# Championnats du Japon d'athlétisme

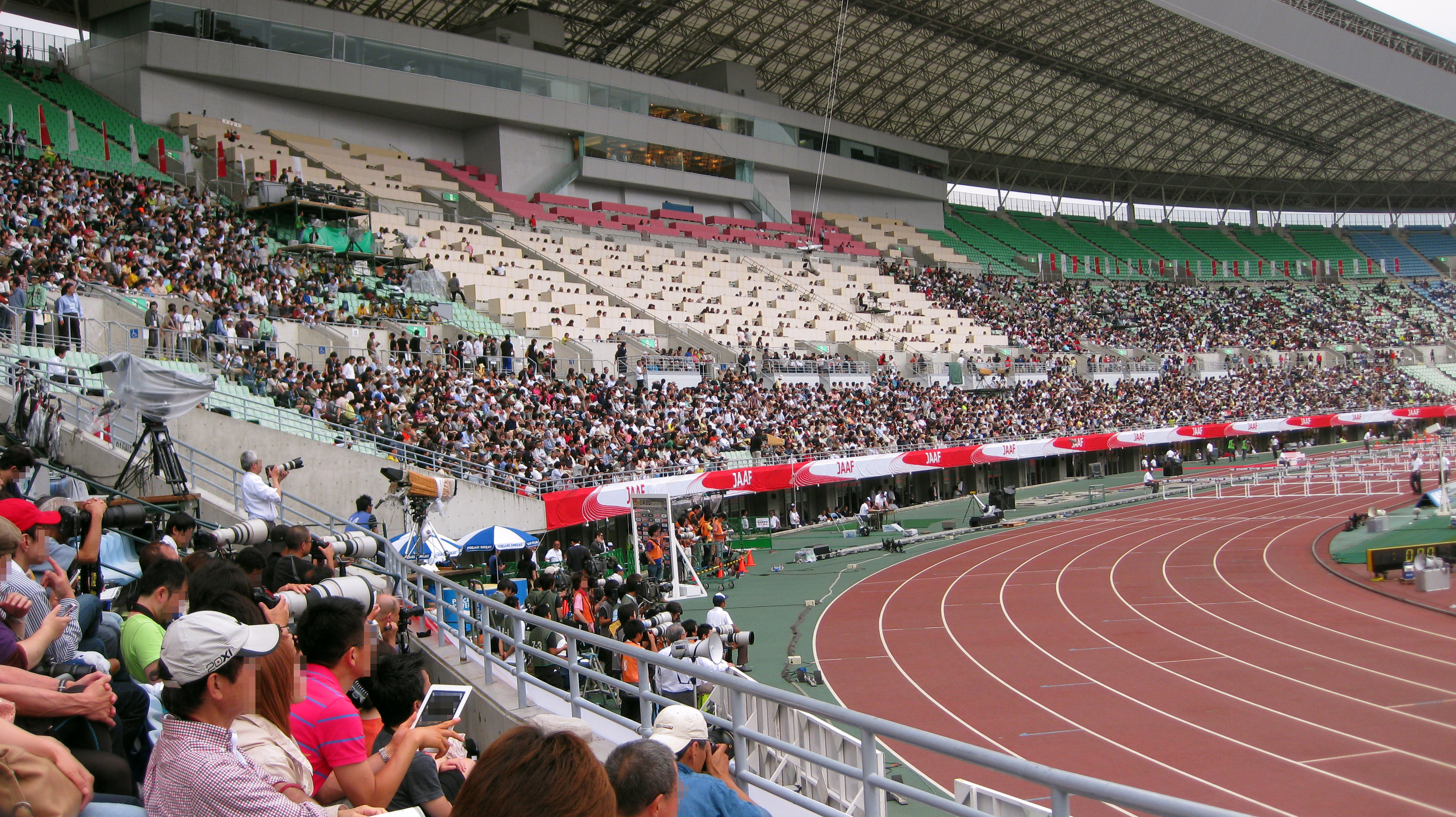
Édition 2012 au stade Nagai.

Les Championnats du Japon d’athlétisme (en japonais, 日本陸上競技選手権大会 Nihon Rikujō Kyōgi Sensyuken Taikai) est la compétition annuelle d’athlétisme qui se déroule généralement en juin ou en juillet pour attribuer les titres nationaux dans chaque spécialité. Ils sont organisés par l’Association japonaise des fédérations d'athlétisme (JAAF).
En novembre 1913 est organisée à Tokyo, par l’Association des sports amateurs du Japon, la 1re rencontre nationale d’athlétisme (全国陸上大会, Zenkoku Rikujō Taikai), sur une piste de 270 m du nouveau terrain de sport de l’académie militaire Toyama (Rikugun Toyama Gakkō). Les dix premières éditions sont organisées par la même association sportive. Celle de 1924 n’a pas eu lieu en raison d’un différend avec l’université privée du Kantō.
Les éditions suivantes, à compter de la 12e, celle de 1925, sont organisées par la JAAF, nouvellement créée, qui est aussi la première édition avec participation féminine, sur 100 m et saut en hauteur notamment. La 28e édition en 1941 a été suspendue en raison de la Seconde Guerre mondiale.
Leur 100e édition s’est tenue à Nagoya en 2016.